# Максимальное ускорение
«Максимальное ускорение» (англ. Maximum Overdrive) — американский фантастический триллер с элементами чёрного юмора 1986 года, снятый известным писателем Стивеном Кингом по собственному сценарию по мотивам его же произведения «Грузовики» (изд. 1978).
Саундтрек к фильму исполнила группа «AC/DC» (Стивен Кинг — фанат этой группы).

## Сюжет
Пролог: комета «Риа-М» пролетает мимо планеты Земля, хвост космического тела задевает орбиту планеты. Под её влиянием все электронные предметы, машины, техника и грузовики восстают против людей. Фильм начинается с камео Стивена Кинга, где его персонаж идёт снять деньги с банкомата, но на экране появляются слова «Ты урод». Тем временем разводной мост, управление которого срабатывает само собой, разводится, в результате чего много людей гибнут.
Заправочная станция. Главного героя Билла Робинсона шантажирует начальник мистер Хэндершот: либо он работает девять часов в день и ему будут платить за восемь часов, либо его сдают в полицию за воровство, за которое Билла не поймали. Девушка Бретт, которую подвозит коммивояжёр, слушает радио и по нему сообщают, что автомобилям лучше съезжать с дороги ради безопасности. Они заезжают на заправку. 
Дальнобойщик Хэнди приезжает на грузовике, у которого на капоте приделана маска Зелёного гоблина из комиксов о «Человеке-пауке». Когда заправщик Дункан Келлер заправляет грузовик, от брызнувшего из заправочного пистолета сгустка солярки он получает травму глаз.Сын Дункана, Дэк, находится на тренировке по бейсболу. Автомат с газировкой начинает расстрел банками по людям, тренер умирает от черепно-мозговой травмы, полученной при ударе банкой, на поле приезжает каток, который убивает одного из мальчиков, Дэк садится на велосипед и уезжает.
Люди на заправке замечают, что вокруг здания крутятся грузовики, Дункан, беспокоясь за сына, вслепую идёт на его поиски, но мусоровоз сбивает его. После мусоровоз сбивает машину коммивояжёра, он бежит к машине, но грузовик-Гоблин сшибает его.
Молодожёны Кёртис и Конни катаясь на автомобиле, останавливаются на заброшенной заправке из-за того что увидели труп, Кёртис выходит из машины, но внезапно заводится пустой грузовик, он надвигается на Кёртиса, но Кёртис уворачивается, грузовик врезается в здание и молодожёны уезжают. По дороге за парой гонится грузовик, но они спасаются и после приезжают на заправку с прочими людьми, но из-за столкновения с грузовиком они попадают в аварию. Билл и Бретт спасают пару, они спасаются бегством от гонящегося за ними грузовика, в то время как начальник Билла Хэндершон стреляет в грузовик из базуки. У Билла с Хэндершотом начинается ссора из-за того, что Хэндершот не сказал, что в подвале ресторана на заправке хранится оружие.
Вечером люди проводят время в ресторане, в котором отключилось электричество, люди слышат крики полуживого коммивояжёра в придорожной канаве, Билл и Кёртис идут его спасать. Дэк на протяжении всего дня идёт на заправку за отцом, ночью Дэк добирается до заправки, он встречает Билла и Кёртиса они видят, что коммивояжёр мёртв, Билл Дэк и Кёртис возвращаются на заправку.
На следующий день приезжает армейский легкий транспортер М-274 "Механический мул" с пулемётом М-60 и бульдозер, на азбуке морзе военный автомобиль требует бензина грузовикам, если люди не будут заправлять, то машины уничтожат заправку, Хэндершот не слушает и берёт базуку, пикап стреляет в него. Люди начинают заправлять огромные машины, при этом выжившие понимают, что они становятся пленниками собственных машин. Билл предполагает, что все эти ужасы устроили инопланетяне (комета на самом деле оказывается НЛО), и с помощью грузовиков и электрической техники планета будет очищена от людей, после чего планета будет принадлежать пришельцам.
Билл придумывает план побега, он предлагает сбежать на небольшой местный остров, расположенный недалеко от побережья, на котором запрещены автомобили и другая техника. Во время заправки машин Биллу удаётся уничтожить военный джип, после чего выводит группу уцелевших из закусочной через канализационный люк в главной автомобильной дороге, в то время как грузовики уничтожают остатки заправочной станции. После чего часть машин (в том числе грузовик-Гоблин) бросается в погоню за беглецами, но те взрывают их из базуки, после чего они приходят в порт, садятся на лодку и уплывают.
В финальном эпилоге говорится, что спустя два дня после восстания машин, НЛО был уничтожен советским «метеорологическим спутником», по счастливой случайности оборудованным ядерными ракетами IV поколения и лазерной пушкой. После уничтожения НЛО все машины и электроприборы вернулись в нормальное состояние.

## В ролях
- Эмилио Эстевес — Билл Робинсон
- Пэт Хингл — Бубба Хэндершот
- Лора Хэррингтон — Бретт
- Ярдли Смит — Конни
- Фрэнки Фэйсон — Хэнди
- Леон Риппи — Брэд
- Кристофер Марни — Кэмп Ломан
- Джон Шорт — Кёртис
- Джей Си Квин — Дункан Келлер
- Холтер Грэм — Дэк Келлер
- Барри Бэлл — Стив Гейтон
- Патрик Миллр — Джоуи
- Джей Дон Фергюсон — Энди
- Майкл Допуд — маленький мальчик
- Стивен Кинг — камео

## Награды
Фильм был номинирован на две премии:
награды «Золотая малина», «Худший режиссёр (Стивен Кинг)» и «Худшая мужская роль (Эмилио Эстевес)».